# Barrio Jardín (Córdoba)
Barrio Jardín es un barrio ubicado en la ciudad de Córdoba, en Argentina. Se encuentra en la zona sur, a cinco minutos del Centro y cuenta con un total de 65 manzanas. 
Sus límites oficiales son al sur con la avenida Elías Yofre, al norte con avenida Cruz Roja Argentina, al oeste con avenida Ciudad de Valparaíso y este con la avenida Pablo Ricchieri.
También limita con la emblemática Ciudad Universitaria, motivo por el cual habitan gran cantidad de estudiantes de distintos puntos del país.
Al sur del barrio, se encuentra el Hipódromo de la ciudad, perteneciente al Jockey Club Córdoba.
Popularmente, se dice que el Club Atlético Talleres, es la entidad deportiva del Barrio Jardín, aunque las instalaciones se ubiquen en barrio Jardín Espinosa, al igual que el Córdoba Athletic Club.
Dentro del barrio, a su vez, se encuentra el barrio privado "Casonas del Sur" perteneciente al grupo Edisur.
Además cuenta con un importante centro comercial llamado "Paseo del Jockey" que promete seguir expandiéndose.

## Transporte
Las líneas de colectivos que unen el barrio y alrededores con otros sectores de la ciudad son:
| Corredor   | Líneas                                  |
| ---------- | --------------------------------------- |
| Corredor 2 | - 20 - 21 - 22 - 24 - 25 - 29 - 81 - 83 |
|            | - 500 - 501                             |
|            | - 600 - 601                             |